# فتح جبل وسلات
فتح جبل وسلات, هي عملية عسكرية قادها ميمون بن زياد الصخري لفتح جبل وسلات الواقع شمال غربي القيروان.

## الفتح
لم يدخل جبل وسلات الواقع شمال غربي القيروان في طاعة السلطات منذ الفتح الإسلامي تقريبا، و استمر أهل الجبل في النفاق و الفساد و البلطجة و اختطاف الناس و قطع الطريق لمدة طويلة، و لكن عندما وصل علي بن يحيى للسلطة قرر وضع حد لهذا الجبل و أهله، فكلف فرقة عسكرية بقيادة الأمير ميمون بن زياد الصخري بفتح هذا الجبل المنيع, لكن أهل الجبل نزلوا و اشتبكوا مع الجيش, فقرر قائد الجيش استخدام حيلة لغزو الجبل، فصعد عبر شعب لم يعتقد أحد بإمكانية الصعود عبره، حتى أصبح في أعلاه مع بعض قواته، فرآه أهل الجبل و هاجموه فاشتبك معهم و استمر الجيش في الصعود، فهُزم أهل الجبل و قُتل أكثرهم و منهم من رمى نفسه من أعلى و هناك من نجح في الفرار و احتمى من تبقى بقصر في الجبل، فحاصر ميمون هذا القصر، فطلب أهل الجبل الصلح و فعليا تم ارسال مجموعة من العرب و الجند، لكن هذه المجموعة غدرت بأهل الجبل فقتلوا بعضهم و صعد أفراد من المجموعة إلى سطح القصر و طلبوا من باقي الجيش الدخول، و دارت معركة داخل القصر في طابقيه العلوي و السفلي، و انتصر الجيش و أُبيد أهل الجبل و فُتح الجبل.